# Robinne Lee
Robinne Lee (* 16. Juli 1974 in Mount Vernon, New York) ist eine US-amerikanische Schauspielerin.

## Leben
Lee wurde in Mount Vernon, New York geboren. Ihre Vorfahren stammen aus Jamaika und China. Sie spielte mit in Das Hundehotel neben Don Cheadle und Emma Roberts und mit Will Smith in Sieben Leben.

## Filmografie (Auswahl)
- 1997: Hav Plenty (Fernsehfilm)
- 2000: The Runaway (Fernsehfilm)
- 2000: Mut zur Liebe (Cupid & Cate, Fernsehfilm)
- 2002: Buffy – Im Bann der Dämonen (Buffy the Vampire Slayer, Fernsehserie, Folge 7x08)
- 2003: National Security
- 2003: Deliver Us from Eva
- 2004: 30 über Nacht (13 Going on 30)
- 2005: Hitch – Der Date Doktor (Hitch)
- 2005: Numbers – Die Logik des Verbrechens (Numb3rs, Fernsehserie, 2 Folgen)
- 2007: House of Payne (Fernsehserie, 11 Folgen)
- 2008: This Is Not a Test
- 2008: Sieben Leben (Seven Pounds)
- 2009: Das Hundehotel (Hotel for Dogs)
- 2012: Divorce Invitation
- 2013: Miss Dial (auch  Produzentin)
- 2013–2014: Being Mary Jane (Fernsehserie, 6 Folgen)
- 2014: Mind Games (Fernsehserie, Folge 1x06)
- 2014: Echo Park
- 2014: Second Chance Christmas
- 2015: Almost 30 (Fernsehserie, Folge 1x05)
- 2015: Forgiveness
- 2016: 9 Rides
- 2016: The Bounce Back
- 2017: Fifty Shades of Grey – Gefährliche Liebe (Fifty Shades Darker)
- 2017: Navy CIS (NCIS, Fernsehserie, Folge 14x23)
- 2017–2018: Superstition (Fernsehserie, 11 Folgen)
- 2018: Fifty Shades of Grey – Befreite Lust (Fifty Shades Freed)
- 2018: Holly Day
- 2019: Rattlesnakes
- 2019: Paper Friends
- 2019:  Nick für ungut (No Good Nick, Fernsehserie, Folge 2x01)
- 2021: Greyson Family Christmas
- 2023: Á La Carte (Fernsehserie, 2 Folgen)
- 2023: Kaleidoskop (Kaleidoscope, Fernsehserie, 2 Folgen)
- 2024: Als du mich sahst (The Idea of You, Drehbuch und Produzentin)